# Рудолф фон Хюрнхайм
Рудолф фон Хюрнхайм (на немски: Rudolf von Hürnheim; † сл. 3 март 1561) е благородник от значимия стар швабски род Хюрнхайм/Хирнхайм в Хюрнхайм, днес част от Едерхайм в район Донау-Рис.

## Произход
Той е син (от 15 деца) на Беро фон Хюрнхайм († 1512) и съпругата му Агнес фон Ехинген, дъщеря на Георг фон Ехинген (1428 – 1508), рицар, дипломат и писател. Внук е на Еберхард фон Хюрнхайм († 1483) и Анна фон Рехберг, внучка на Файт I фон Рехберг, дъщеря на Беро I фон Рехберг († 1462) и Барбара фон Ротенбург († 1462). Правнук е на рицар Валтер фон Хюрнхайм-Хохалтинген († сл. 1456) и Анна фон Хиршорн. Праправнук е на Вилхелм фон Хюрнхайм-Хохалтинген († пр. 1397) и Ита фон Геролдсек († сл. 1429, дъщеря на Валтер VII фон Геролдсек († сл. 1358) и графиня Маргарета фон Тюбинген († сл. 1385), дъщеря на граф Конрад I фон Тюбинген-Херенберг († 1377). Братовчед е на Валтер фон Хюрнхайм († 1464).
Брат е на Еберхард II фон Хюрнхайм (1494 – 1560), княжески епископ на Айхщет (1552 – 1560), Йохан Себастиан фон Хюрнхайм († 1555), съдия в Шпайер, Георг († 1537), църковен декан в Елванген, Валтер фон Хюрнхайм († сл. 1564), Хиронимус фон Хюрнхайм († сл. 1530), Конрад фон Хюрнхайм, Беро фон Хюрнхайм, Барбара фон Хюрнхайм, Катарина фон Хюрнхайм, Анна фон Хюрнхайм, Агнес фон Хюрнхайм, Мария фон Хюрнхайм, Клара Анна фон Хюрнхайм, и на сестра, омъжена за Айтелханс фон Елербах.

## Фамилия
Рудолф фон Хюрнхайм се жени за Анна фон Папенхайм († 1555), дъщеря на Александер фон Папенхайм (1435 – 1511) и Барбара фон Алербах. Те имат седем деца:
- Анна фон Хюрнхайм, омъжена за Себастиан фон Воелварт
- Барбара фон Хюрнхайм, омъжена за Конрад фон Бернхаузен
- Мария фон Хюрнхайм, омъжена I. за Йохан фон Вемдинген, II. (1480) за Конрад фон Велден
- Конрад фон Хюрнхайм
- Барбара фон Хюрнхайм
- Йохан фон Хюрнхайм
- Агнес фон Хюрнхайм († 10 януари 1593), омъжена I. за Каспар фон Зекендорф († 30 август 1557), II. за Готфрид Лохингер